# Sosnovoborsk (Oblast' di Penza)
Sosnovoborsk (in russo Сосновоборск?) è un insediamento di tipo urbano della Russia europea centrale, situato nell'oblast' di Penza; è il centro amministrativo del distretto Sosnovoborskij.
Si trova 147 km a est di Penza.